# ハコボ・ゴンサレス
ハコボ・ゴンサレス・ロドリガニェス（Jacobo González Rodrigáñez、1997年3月25日 - ）は、スペイン・マドリード出身のサッカー選手。ADアルコルコン所属。ポジションはフォワード。

## クラブ経歴
マドリードに生まれ、2009年にレアル・マドリードのカンテラに加入した。しかし、トップチーム昇格は叶わず、2016年7月9日、ADアルコルコンと契約し、Bチーム登録となった。
2016年8月20日、セグンダ・ディビシオンのSDウエスカ戦でプロデビューを果たした。しかし、出場機会に恵まれなかったため、12月30日にセグンダBに在籍するCFラージョ・マハダオンダにレンタル移籍をした。
2017年8月14日、テルセーラ・ディビシオンのCFビジャノベンセに加入し、シーズン30試合に出場して3ゴールを挙げると、その活躍が評価され、2017-18シーズン終了後にセルタ・デ・ビーゴBへの移籍を勝ち取った。2020年6月7日、この日のFCバルセロナ戦で22歳にして自身初のラ・リーガ出場を飾った。
2020年8月7日、CDテネリフェと3年契約を結んだ。
2021年7月26日、CEサバデルに移籍した。